# Ecdeiocoleaceae
Classification APG III (2009)
Famille
La famille des Ecdeiocoleaceae est une famille de plantes monocotylédones qui ne comprend qu'une ou deux espèces dans 1 ou 2 genres.
Ce sont des plantes herbacées xérophytes de l'ouest de l'Australie.
En classification classique de Cronquist (1981) cette famille n'existe pas.

## Étymologie
Le nom du genre Ecdeiocolea est formé du grec ἔκδεια / ekdeia (insuffisance, déficit) et κολεός / koleos (fourreau, étui, gaine). Les tiges ont très peu de gaines foliaires.

## Liste des genres et espèces
Selon World Checklist of Selected Plant Families (WCSP) (20 avr. 2010) et NCBI (20 avr. 2010) :
- genre Ecdeiocolea (en)  F.Muell. (1874)
  - Ecdeiocolea monostachya  F.Muell. (1874)
- genre Georgeantha (en)  B.G.Briggs & L.A.S.Johnson (1998)
  - Georgeantha hexandra  B.G.Briggs & L.A.S.Johnson (1998)

Selon Angiosperm Phylogeny Website (18 mai 2010) et DELTA Angio (20 avr. 2010) :
- genre Ecdeiocolea F.Muell.